# Henry Hynoski
(en) Statistiques sur pro-football-reference
Henry Philip Hynoski, Jr., né le 30 décembre 1988, est un américain, joueur de football américain ayant évolué en NFL pendant quatre années au poste de fullback pour les Giants de New York avec qui il remporte le Super Bowl XLVI en apothéose de la saison 2011.
Avant de devenir professionnel, il jouait en NCAA à l'Université de Pittsburgh dans l'équipe des Panthers.

## Les débuts
Hynosky (également surnommé "Hank le tank", "Hynocéros", "Polish Hamburger" (Hamburger polonais), "Polish Plow" (Charrue polonaise) ou "Mr. Hypothesis"), est né à Elysburg en Pennsylvanie de Henry Senior et Kathy Hynoski. Il a des ancêtres polonais (du côté de la famille de son père originaire de la région de Mazurie en Pologne et de la famille de sa mère originaire de Gdansk et Suwalki). Son grand-père paternel changea son nom "Chojnowski" en "Hynoski" lorsqu'il arriva aux États-Unis.
Son père fut également joueur de football américain et joua comme running back à l'Université de Temple. Henry Sr. fut sélectionné lors de la Draft 1975 de la NFL au 6e tour par les Browns de Cleveland.

## Carrière en collège
Hynoski fut un joueur prolifique lorsqu'il joua à Southern Columbia Area School District y terminant sa carrière avec 7,165 yards et 113 TDs.
Il emmène Southern Columbia aux 4 finales consécutives du championnat de PIAA (Pennsylvania Interscholastic Athletic Association) de catégorie "A" (de 2003 à 2006).
Il est toujours actuellement le 9e coureur de tous les temps des écoles de Pennsylvanie et fut à l'époque considéré comme un des meilleurs fullback possible du pays étant classé en no 7 par Rivals.com, 4e par Scout.com en plus d'avoir été désigné par l'Associated Press comme joueur de catégorie A de l'année.
Malgré ces bonnes évaluations, il fut peu demandé et accepta une offre de bourse venant de l'Université de Pittsburgh.

## Carrière universitaire
Hynoski ne joue pas en 2007 (son année redshirt) et est inséré en équipe spéciale en 2008 (son  année freshman). Il participe à 5 matchs et enregistre une course de 5 yards.
Lors de son année sophomore, en milieu de saison 2008 et sous les ordres de l'entraîneur Dave Wannstedt, il débute comme fullback pour Pittsburgh.
En 2010, alors senior, il est devenu le fullback titulaire de l'équipe. En début d'année 2011 il annonce qu'il se présente à la Draft 2011 de la NFL.

### Statistiques en NCAA
| Stats. Henry Hinosky | Stats. Henry Hinosky | Stats. Henry Hinosky | Stats. Henry Hinosky | Stats. Henry Hinosky | Matchs | Réceptions | Réceptions | Réceptions | Réceptions | Courses | Courses | Courses | Courses | Global Scrimmage | Global Scrimmage | Global Scrimmage | Global Scrimmage |
| Saisons              | Équipes              | Cf.                  | St.                  | Pst.                 | M.J.   | R./T       | Yds.       | Moy.       | TD         | N. C.   | Yds     | Mo.     | TD      | Pl.              | Yds.             | Moy.             | TDs              |
| 2008                 | PIT                  | Big East             | FR                   | RB                   | 5      | -          | -          | -          | -          | 1       | 3       | 3,0     | 0       | 1                | 3                | 3,0              | 0                |
| 2009                 | PIT                  | Big East             | JR                   | RB                   | 13     | 15         | 109        | 7,3        | 0          | 24      | 107     | 4,5     | 1       | 39               | 216              | 5,5              | 1                |
| 2010                 | PIT                  | Big East             | SR                   | RB                   | 13     | 25         | 174        | 7,0        | 1          | 12      | 33      | 2,8     | 0       | 37               | 207              | 5,6              | 1                |
| Carrière NCAA        | Carrière NCAA        | Carrière NCAA        | Carrière NCAA        | Carrière NCAA        | 31     | 40         | 283        | 7.1        | 1          | 37      | 143     | 3.9     | 1       | 77               | 426              | 5.5              | 2                |

## Carrière professionnelle

### Giants de New York (2011 - 2014)
Hynoski était considéré comme un des meilleurs fullback se présentant à la Draft 2011 de la NFL. Malheureusement, lors du NFL Scouting Combine, il se blesse au tendon du bras. À cause de cette blessure, il n'est pas sélectionné lors de la Draft et est considéré comme Undrafted. Très rapidement, après la fin de la Draft, il reçoit diverses offres et décide de signer chez les Giants de New York,,.
Il y devient titulaire lorsque le vétéran Madison Hedgecock se blesse et est remercié par la franchise. 
Il n'aura aucune statistique à la course lors de son année rookie 2011, puisque utilisé plutôt comme bloqueur laissant les courses à Ahmad Bradshaw et Brandon Jacobs. Il réceptionne 12 passes pour un gain global de 83 yards (6,9 yards de moyenne).
Le 5 février 2012, il remporte le Super Bowl XLVI 21 à 17 aux dépens des Patriots de la Nouvelle-Angleterre. Il y réceptionne 2 passes pour un gain de 19 yards et en 3e quart-temps, sauve un fumble d'Hakeem Nicks qui aurait pu coûter très cher aux Giants. Sa performance fut très appréciée et très remarquée par les journalistes sportifs lors de match.
Le 30 décembre 2012, il inscrit son 1er touchdown contre les Eagles de Philadelphie.
Le 5 décembre 2015, les Giants libèrent Hynoski après son contrat de 4 ans dans la franchise,.

## Carrière d'entraîneur
Hynoski est actuellement entraîneur principal et doyen des étudiants du collège Shamokin Area High School de Coal Township en Pennsylvanie.

## Statistiques en NFL
| Stats. Henry Hynoski | Stats. Henry Hynoski | Stats. Henry Hynoski | Matchs | Matchs | Courses | Courses | Courses | Courses | Courses | Réceptions | Réceptions | Réceptions | Réceptions | Réceptions |        |         |
| Saisons              | Équipes              | N°                   | M.J.   | M.T    | N. C.   | Yds.    | Mo.     | TD      | + Long. | Réc./T     | Yds        | Mo.        | TD         | + Long.    | TDs T. | Fumbles |
| 2011                 | NYG                  | 45                   | 11     | 4      | -       | -       | -       | -       | -       | 12         | 83         | 6,9        | 0          | 14         | 0      | 0       |
| 2012                 | NYG                  | 45                   | 16     | 11     | 5       | 20      | 4,0     | 0       | 5       | 11         | 50         | 4,5        | 1          | 8          | 1      | 0       |
| 2013                 | NYG                  | 45                   | 3      | 2      | -       | -       | -       | -       | -       | 1          | 5          | 5,0        | 0          | 5          | 0      | 0       |
| 2014                 | NYG                  | 45                   | 16     | 4      | 7       | 13      | 1,9     | 0       | 4       | -          | -          | -          | -          | -          | -      | -       |
| Carrière NFL         | Carrière NFL         | Carrière NFL         | 46     | 21     | 12      | 33      | 2,8     | 0       | 5       | 24         | 138        | 5,8        | 1          | 14         | 1      | 0       |
| 4 ans                | NYG                  | NYG                  | 46     | 21     | 12      | 33      | 2,8     | 0       | 5       | 24         | 138        | 5,8        | 1          | 14         | 1      | 0       |